# دايفيد هاي
دايفيد هاي (بالإنجليزية: David Hey)‏ هو مؤرخ بريطاني، ولد في 18 يوليو 1938، وتوفي في 14 فبراير 2016.